# إيبر بروك وارد
إيبر بروك وارد (بالإنجليزية: Eber Brock Ward)‏ هو شخصية أعمال أمريكي، ولد في 25 ديسمبر 1811 في أونتاريو في كندا، وتوفي في 2 يناير 1875 في ديترويت في الولايات المتحدة.